# Guy Laliberté
Guy Laliberté (ur. 2 września 1959 w Quebecu) – kanadyjski przedsiębiorca, założyciel oraz dyrektor generalny Cirque du Soleil. Zaczynał od gry na akordeonie i połykania ognia. Laliberté stworzył swój cyrk będący syntezą wszystkich istniejących na świecie stylów cyrkowych. W 2006 jako właściciel 95% akcji wartego 1,2 miliarda dolarów Cirque du Soleil został obwołany przez Ernst & Young Przedsiębiorcą Roku.

## Życiorys

### Wczesne lata
Guy Laliberté urodził się w 1959 w mieście Québec jako syn pielęgniarki oraz dyrektora wydziału public relations Alcan Aluminum Corporation. W wieku szesnastu lat, mając na koncie parę przedstawień szkolnych, zdecydował poświęcić się karierze artysty. Skończywszy szkołę, zaczął współpracę z folkową grupą muzyczną La Grande Gueule, grając w niej na akordeonie i harmonijce. To właśnie jego praca na scenie folkowej zainteresowała go ulicznymi przedstawieniami.
Po odejściu z college’u Laliberté jeździł po Europie jaki muzyk folkowy oraz uliczny artysta. Gdy w 1979 powrócił do Kanady, znał już sztukę połykania ognia. Został zatrudniony w elektrowni wodnej w Zatoce Jamesa, jednak w związku ze strajkiem został zwolniony po zaledwie trzech dniach. Utrzymywał się z zasiłku dla bezrobotnych, zrezygnował z poszukiwań pracy. Zamiast tego, przyłączył się do grupy wędrownych artystów, znanych jako „Les Échassiers de Baie-Saint-Paul”. Niedługo później, Laliberté i jego przyszły partner biznesowy – Daniel Gauthier – zorganizowali letni festiwal w Baie-Saint-Paul. Festiwal ten, nazwany „La Fete Foraine”, po raz pierwszy odbył się w czerwcu 1982 w Quebecu. Z powodu skarg mieszkańców, wydarzenie to musiało zostać przeniesione do innego miasta. Laliberté organizował festiwal przez kilka następnych lat, odnosząc umiarkowany sukces finansowy. W 1983 rząd Quebec zaproponował mu zorganizowanie uroczystości w ramach obchodzenia 450. rocznicy odkrycia Kanady przez francuskiego badacza – Jacques’a Cartiera. Laliberté nazwał tenże festiwal „Le Grand Tour du Cirque du Soleil”.
Uroczystość okazała się sukcesem finansowym, otrzymała również dobre recenzje od krytyków. Pomimo że pierwsza trasa Cirque przyniosła zaledwie czterdzieści tysięcy dolarów zysku, pozwoliło mu to na podpisanie kontraktu opiewającego na prawie 1,5 miliona dolarów. Cirque występował wyłącznie w Kanadzie, dopóki w 1987 Laliberté zaryzykował i udał się ze swoim cyrkiem na Los Angeles Arts Festival. Podjął wówczas ogromne ryzyko: przeniesienie cyrku do USA kosztowało go wszystkie dostępne rezerwy finansowe. Gdyby cyrk nie odniósł sukcesu, nie znalazłyby się nawet pieniądze na powrót trupy cyrkowej do Quebecu.

### Cirque du Soleil
Laliberté miał wizję cyrku bez obręczy ani zwierząt. Jako powód podawał fakt, że brak tych elementów zmusza widownię do większego skupienia się na samym występie. Wraz z końcem 1987, zaplanowane zostały występy w Santa Monica i San Diego, przynosząc przeszło 1,5 miliona dolarów zysku.
Po złych doświadczeniach z ⁣⁣Columbia Pictures⁣⁣ Laliberté postanowił pozostać wolnym od wpływu wielkich korporacji. Wraz ze swoim partnerem biznesowym – Danielem Gauthierem – zapewnił sobie utrzymanie kontroli nad własną firmą. Wskutek tej decyzji, Laliberte mógł podejmować różne ryzykowne decyzje, na które wcześniej nie miał pozwolenia. Jedną z nich było wyprodukowanie występu „KA”, którego koszty produkcji wyniosły 165 milionów dolarów. Przedstawienie to zapewne nie powstałoby, gdyby nie uwolnienie się cyrku od cudzych wpływów. 
Cirque Du Soleil stworzył w sumie dwadzieścia różnych przedstawień, z czego piętnaście wciąż prezentowanych. W 2001 Guy wykupił od Gauthiera jego część firmy, stając się właścicielem 95% jej akcji. Po więcej niż dwudziestu latach Laliberté pozostaje bezsprzecznym szefem swojej organizacji. Pomimo że krytycy uważają, że jego cyrk osiągnął już swój maksymalny potencjał, Guy wciąż rozgląda się za nowymi pomysłami, inwestując również w inne rzeczy: hotele, restauracje i kluby.

### Kariera pokerowa
W kwietniu 2007 Laliberté zdobył czwarte miejsce w turnieju pokerowym w Bellagio w Las Vegas. Oprócz tego aktywnie bierze udział w wielu turniejach pokerowych na całym świecie.

## Zaangażowanie społeczne
29 października 2007, w obecności Alberta II (księcia Monako), Jeremy’ego Hobbsa (dyrektora wykonawczego Oxfarm International) oraz Gordona Nixona (prezesa RBC Financial group), Guy Laliberté ogłosił oficjalne otwarcie One Drop Foundation – organizacji mającej na celu umożliwienie wszystkim ludziom na świecie dostępu do wody pitnej.
Zainspirowana doświadczeniem z Cirque du Soleil oraz jego międzynarodowego programu dla dzieci ulicy – Cirque du Monde, One Drop Foundation wykorzystuje teatr, muzykę, taniec oraz pokazy cyrkowe, by promować edukację, zaangażowanie społeczne oraz świadomość ludzkości o problemach z wodą. Projekty fundacji poprawią dostęp do wody, zapewnią dostawy jedzenia oraz będą propagować równość płci. Fundacja rozpoczęła realizowanie tego programu w 2008.
W ciągu 25 lat planowane są wydatki na kwotę 100 milionów dolarów, podarowanych fundacji przez Lalibertégo. Działania w terenie są dofinansowywane dzięki datkom od członków Cirque du Soleil oraz ich publiczności.
Guy Laliberté był pomysłodawcą utworzenia turnieju pokerowego z rekordowym wpisowym 1 miliona dolarów podczas corocznego WSOP (World Series of Poker). Turniej ten został nazwany „The Big One for One Drop”, a 111 111 $ z każdego wpisowego zasiliło konto fundacji One Drop. Pierwszy tego rodzaju turniej odbył się 1 lipca 2012 w Las Vegas. Zagrało w nim 48 graczy, dzięki czemu na konto fundacji One Drop wpłynęło około 5,3 miliona dolarów.

## Lot kosmiczny
30 września 2009 na pokładzie statku kosmicznego Sojuz TMA-16 jako siódmy turysta kosmiczny wystartował w kierunku Międzynarodowej Stacji Kosmicznej. Za swój lot zapłacił 35 milionów dolarów. Na Ziemię powrócił razem z załogą Sojuza TMA-14 11 października.
Stowarzyszenie Uczestników Lotów Kosmicznych (Association of Space Explorers) przyznało mu Universal Astronaut Insignia za lot orbitalny (nr 504).

## Nagrody i wyróżnienia
- 1997 – Kawaler Ordre national du Québec
- 2003 – Oficer Orderu Kanady
- 2004 – Kawaler Orderu Plejady
- 2004 – uznany przez magazyn „Time” za jednego ze stu najbardziej wpływowych ludzi na świecie
- 2006 – Ernst & Young „Przedsiębiorca Roku” na wszystkich trzech poziomach: Quebec, Kanada i świat
- 2007 – Humanitarian Award za swoje zaangażowanie w One Drop Foundation